# Magnolio Media Group
El Grupo Magnolio Media Group (o Grupo Magnolio) es un conglomerado de medios de comunicación uruguayo. Ubicado en el Complejo Magnolio, en la calle Pablo de María 1015, Parque Rodó, Montevideo. 

## Historia
Este grupo está liderado por el empresario Francisco de Posadas (70% de las acciones ), Iñaki Abadie y Jorge Piñeyrúa (15% cada uno ). Cuenta además con una sala de espectáculos dentro de su complejo. El nombre Magnolio proviene de una especie de árbol llamada Magnolia grandiflora, ubicado en la sede del grupo.
El Complejo Magnolio se encuentra sobre el Parque Rodó de Montevideo, el proyecto de dicho complejo fue una obra del arquitecto Pedro Livni, para albergar las oficinas administrativas del multimedio, los estudios radiales, la sala de espectáculos y otros emprendimientos.

## Medios
Entre 2016 y 2017 el Grupo Magnolio adquiere las señales del grupo Vargas Lerena, compuesto por Emisora Del Sol 99.5 y Latina FM 103.7 de Montevideo, FM De Las Vertientes 96.7 y FM Clásica 98.9 de Maldonado, FM Ser 96.3, FM Caminos 97.9 y FM Del Caño 104.7 de Colonia. Además compran el portal 180. Posteriormente se le sumarian las emisoras el Espectador y Urbana FM.
A inicios del 2021 comienza a gestionar Azul FM y Radio Disney, esta última pasa a emitir en la señal que emitía Latina FM.
El 28 de julio del año 2022, se hicieron de propiedad de la editorial Búsqueda.
| Radios                              | Radios                    | Radios                                           |
| Logo                                | Emisoras                  | Frecuencia                                       |
| ----------------------------------- | ------------------------- | ------------------------------------------------ |
|                                     | El Espectador Deportiva   | 810 kHz (Montevideo) 92.5 MHz (Montevideo)       |
|                                     | Del Sol FM                | 99.5 MHz (Montevideo)                            |
|                                     | Radio Disney              | 103.7 MHz (Montevideo)                           |
|                                     | Azul FM                   | 101.9 MHz (Montevideo) 93.5 MHz (Punta del Este) |
| Anteriores                          |                           |                                                  |
|                                     | FM Latina (2017-2021)     | 103.7 MHz (Montevideo)                           |
|                                     | Viva FM                   | 96.3 MHz (Colonia) 96.7 MHz (Maldonado)          |
|                                     | Bohemia FM                | 97.9 MHz (Colonia) 98.9 MHz (Maldonado)          |
|                                     | FM Del Caño               | 104.7 MHz (Colonia)                              |
|                                     | Urbana FM (2020-2023)     | 92.5 MHz (Montevideo)                            |
|                                     | El Espectador (2019-2024) | 810 kHz (Montevideo)                             |
| Portal de noticias y Prensa escrita |                           |                                                  |
|                                     | Portal 180 Búsqueda       |                                                  |